# Anna Azamar i Capdevila
Anna Azamar i Capdevila, née le 18 avril 1983, est une femme politique espagnole membre de la Gauche républicaine de Catalogne (ERC).

## Biographie

### Profession
Elle est infirmière.

### Activités politiques
Le 26 juin 2016, elle est élue sénatrice pour Lleida au Sénat.